# Skiba (Góry Kaczawskie)
Skiba (niem. Scheibeberg, 562 m n.p.m.) – góra w Południowym Grzbiecie Gór Kaczawskich, leżąca w bocznym grzbieciku odchodzącym ku południowi od Leśnicy w masywie Łysej Góry. Na zakończeniu tego grzbietu leżu Polna. Zbudowana z zieleńców, diabazów i łupków zieleńcowych należących do metamorfiku kaczawskiego, w których występują żyły wulkanicznych porfirów. Na szczycie niewielkie laski i zagajniki, stoki w większości zajmują pola i łąki.